# Raspor
Raspor je priimek več znanih Slovencev:
- Peter Raspor (*1954), biotehnolog